# Kirkman (priimek)
Kirkman je priimek več oseb:
- John Mather Kirkman (1898—1964), britanski general
- Sidney Chevalier Kirkman (1895—1982), britanski general
- Kirkman, angleška družina izdelovalcev čembal.
  - Abraham Kirkman (1737—1794).
  - Jacob Kirkman (1710—1792).
  - Joseph Kirkman I.
  - Joseph Kirkman II. (~1790—1877).
- Christina Kirkman (*1993), ameriška igralka, komičarka in raperka.
- Francis Kirkman (1632—?), angleški založnik.
- Marshall Monroe Kirkman (1842—1921), ameriški pisec in zgodovinar.
- Rick Kirkman (*1953), ameriški karikaturist.
- Robert Kirkman, ameriški pisatelj.
- Roger R. Kirkman (1905—1973), ameriški igralec amriškega nogometa.
- Sidney Chevalier Kirkman (1895—1982), britanski generalpodpolkovnik.
- Terry Kirkman (*1939), ameriški glasbenik.
- Thomas Penyngton Kirkman (1806—1895), angleški matematik.
- Tim Kirkman (*1966), ameriški pisatelj, filmski scenarist in filmski režiser.
- William Stanley Kirkman (*1961), avstralski igralec kriketa.